# 高橋真理
高橋 真理（たかはし まり、旧姓本名同じ、1962年11月29日 - ）は、三桂に所属していたフリーキャスター。
新潟県出身。162cm、46kg、O型。

## 略歴
1985年3月、大学卒業。
1987年10月､関口宏のサンデーモーニングで､キャスターとして活躍。
1993年3月28日､結婚を期に番組を卒業し、ともに三桂を退社。